# Paul Norris
Paul Leroy Norris (26 de abril de 1914-5 de noviembre de 2007) fue un artista estadounidense de cómics conocido por ser el cocreador del superhéroe de DC Comics Aquaman.

## Biografía
Paul Norris nació en Greenville, Ohio. A partir de 1934, durante la Gran Depresión, él pasó dos años en la Universidad de Midland, en Fremont, Nebraska, a instancias de su primo, el Dr. Emerson Reck, un profesor de periodismo y director de la oficina de prensa de la escuela. Diciendo que ha estado "dibujando imágenes desde la primera vez que pudo sostener un lápiz", Norris se convirtió en el director artístico de The Warrior, el anuario de la universidad, y también actuó en obras de teatro, sirvió como presidente del campus YMCA, y pintó signos para empresas.
Después de dos años, Norris salió de la universidad en un intento abordado de seguir una carrera como dibujante de tiras cómicas. Él recordó en 2006:
Dejé Midland... para seguir la publicación de una tira cómica (Hobo Cupboard). El hermano de Emerson, Myron, estaba en la radio de Chicago. Él había escrito un guion para una historieta e iba a dibujarlo, lo cual hice. Myron lo vendió a un sindicato en Ohio. Como era de costumbre, el sindicato quería seis semanas para que la tira avanzara. No terminar mucho trabajo y continuar las tareas y estudios que tuve en Midland. Así que volví a Ohio para tener la tira lista para su publicación. Bueno, antes de terminar la seis semanas de ilustración, el sindicato se dobló. Yo estaba fuera de la universidad y del trabajo...Norris trabajó en la granja de su abuela antes de obtener un trabajo en una fábrica de motores eléctricos en Dayton, Ohio. Él también se inscribió en el Instituto de Arte de Dayton, donde conoció a su esposa de 61 años, Ann, con quien se casó en 1939. Él se convirtió en un ilustrador y caricaturista para el Dayton Daily News.